# Европейско отборно първенство по шахмат
Европейското отборно първенство по шахмат е състезание за най-добрите шахматни отбори на европейските страни, организирано от ФИДЕ от 1957 г. Първоначално се е предполагало, че турнирът ще се провежда веднъж на всеки 4 години, но по-късно датите на провеждането му са многократно измествани и от 1997 г. той става стабилен, провеждан веднъж на всеки две години. Регламентът за първенството също се променя няколко пъти. Първите осем турнира се провеждат на два етапа. Първо отборите се състезават в подгрупи, а след това най-добрите се състезават във финалния кръгов турнир. От 1989 г. първенствата се провеждат на един етап по швейцарската система. Броят на дъските, на които се играят мачове, постепенно намалява. По време на първите четири шампионата мачовете се играят на десет дъски, от 1973 г. на осем, през 1989 г. на шест, а от 1992 г. на четири. Отбори от неевропейски страни също имат право да участват, при условие че бъдат включени във всяка европейска (или средиземноморска) континентална зона на ФИДЕ.
От 1992 г. се провеждат европейски отборни първенства за жени. Всички женски турнири се провеждат по швейцарска система в 9 кръга. През първите пет първенства мачовете се играят на две дъски, а от 2005 г. се играят на четири.

## Статистика
| Място | Страна       | Злато | Сребро | Бронз | Всичко |
| ----- | ------------ | ----- | ------ | ----- | ------ |
| 1     | СССР         | 9     | 0      | 0     | 9      |
| 2     | Русия        | 5     | 3      | 1     | 9      |
| 3     | Азербайджан  | 3     | 1      | 1     | 5      |
| 4     | Нидерландия  | 2     | 0      | 0     | 2      |
| 5     | Украйна      | 1     | 2      | 2     | 5      |
| 6     | Армения      | 1     | 2      | 1     | 4      |
| 7     | Англия       | 1     | 0      | 3     | 4      |
| 8     | Германия     | 1     | 0      | 3     | 4      |
| 9     | Югославия    | 0     | 6      | 1     | 7      |
| 10    | Унгария      | 0     | 4      | 6     | 10     |
| 11    | Франция      | 0     | 3      | 1     | 4      |
| 12    | Израел       | 0     | 2      | 0     | 2      |
| 13    | ГДР          | 0     | 0      | 1     | 1      |
| 13    | Грузия       | 0     | 0      | 1     | 1      |
| 13    | Полша        | 0     | 0      | 1     | 1      |
| 13    | Чехословакия | 0     | 0      | 1     | 1      |

Резултатите включват първенствата до 2022 г.
| Място | Страна      | Злато | Сребро | Бронз | Всичко |
| ----- | ----------- | ----- | ------ | ----- | ------ |
| 1     | Русия       | 7     | 1      | 2     | 10     |
| 2     | Украйна     | 2     | 1      | 2     | 5      |
| 3     | Грузия      | 1     | 6      | 2     | 9      |
| 4     | Полша       | 1     | 2      | 1     | 4      |
| 5     | Армения     | 1     | 0      | 1     | 2      |
| 6     | България    | 1     | 0      | 0     | 1      |
| 7     | Словакия    | 1     | 0      | 0     | 1      |
| 8     | Франция     | 1     | 0      | 0     | 1      |
| 9     | Румъния     | 0     | 1      | 1     | 2      |
| 10    | Унгария     | 0     | 1      | 0     | 1      |
| 11    | Молдова     | 0     | 1      | 0     | 1      |
| 12    | Югославия   | 0     | 1      | 0     | 1      |
| 13    | Азербайджан | 0     | 1      | 3     | 4      |
| 14    | Англия      | 0     | 0      | 2     | 2      |

Последното първенство се провежда в Будва (Черна гора) през ноември 2023 г. Европейски шампион става отборът на България в състав: Антоанета Стефанова, Нургюл Салимова, Гергана Пейчева, Белослава Кръстева и Виктория Радева. В решаващия мач в последния кръг българките побеждават с 2,5:1,5 точки поставения под номер 1 в схемата тим на Грузия, който е вицешампион от последната Шахматна олимпиада: 
| Дъска | България            | Грузия            | 2,5:1,5 |
| ----- | ------------------- | ----------------- | ------- |
| 1     | Антоанета Стефанова | Бела Хотенашвили  | 1:0     |
| 2     | Нургюл Салимова     | Нино Бациашвили   | 0,5:0,5 |
| 3     | Гергана Пейчева     | Лела Джавахишвили | 1:0     |
| 4     | Белослава Кръстева  | Саломе Мелия      | 0:1     |

Така България постига 7 победи, 2 равенства и без загуба със 16 мач-точки изпреварва с една точка втория Азербайджан.